# Max Kulisch
Max Kulisch (* 13. Mai 1870 in Bodenbach, Königreich Böhmen; † 15. November 1946 in Innsbruck) war ein österreichischer Rechtswissenschaftler, Universitätsprofessor und Verfassungsrichter. Kulisch war von 1906 bis 1939 Professor für Staats- und Verwaltungsrecht an der Universität Innsbruck und von 1930 bis 1934 Mitglied des österreichischen Verfassungsgerichtshofs.

## Werdegang
Max Kulisch wurde am 13. Mai 1870 im damals böhmischen Ort Bodenbach (heute Podmokly, ein Ortsteil der tschechischen Stadt Děčín) geboren. Er absolvierte das Studium der Rechtswissenschaften an der Rechtswissenschaftlichen Fakultät der Universität Wien und wurde dort im Jahr 1896 zum Doktor der Rechte promoviert. Von 1895 bis 1897 war Kulisch in weiterer Folge für die österreichische Justiz tätig. Danach kehrte er in den akademischen Lehrbetrieb zurück und absolvierte fünf Semester vertiefender staats- und verwaltungsrechtlicher Studien an den Universitäten Heidelberg, Berlin und Straßburg. Ab dem Jahr 1900 stand Max Kulisch hauptberuflich sechs Jahre lang im Dienste der politischen Verwaltungen Böhmens und Tirols.
1902 erhielt Max Kulisch nach seiner Habilitation an der Deutschen Universität Prag die Lehrbefugnis als Privatdozent für Staatsrecht, die 1905 auch auf das Verwaltungsrecht ausgedehnt wurde. Die Berufung zum außerordentlichen Universitätsprofessor erfolgte im Jahr 1906 an der Universität Innsbruck, 1909 wurde er ebendort Lehrstuhlinhaber und damit ordentlicher Universitätsprofessor für Staats- und Verwaltungsrecht. Zeitweise unterrichtete er daneben auch Finanzrecht und Staatskirchenrecht. Während seiner Zeit an der Innsbrucker Universität war Max Kulisch unter anderem in den Studienjahren 1920/21 und 1935/36 Dekan der Rechtswissenschaftlichen Fakultät sowie wiederholt Senator im Senat der Universität. Zudem war er Präses der staatswissenschaftlichen Staatsprüfungskommission und Mitglied der rechtshistorischen Staatsprüfungskommission an der Universität Innsbruck. Im Jahr 1939 ließ Kulisch sich als Universitätsprofessor emeritieren.
1930 wurde Max Kulisch auf Vorschlag der Bundesregierung zum Mitglied des österreichischen Verfassungsgerichtshofs ernannt. Kulisch war einer jener Verfassungsrichter, die mit der Ausschaltung und schließlich Abschaffung des VfGH im Zuge der Einführung der autoritären Maiverfassung 1934 ihr Amt verloren.